# Hypoprepia tricolor
Hypoprepia tricolor là một loài bướm đêm thuộc phân họ Arctiinae, họ Erebidae.